# Coppa dell'Europa Centrale 1937

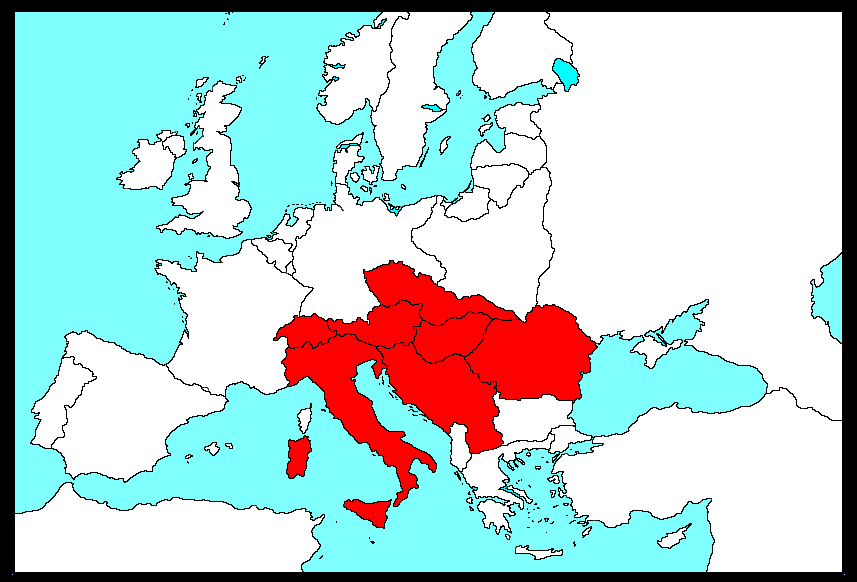
Le nazioni partecipanti alla Coppa dell'Europa Centrale ai tempi del suo massimo prestigio.

La Coppa dell'Europa Centrale 1937 fu l'undicesima edizione della Coppa dell'Europa Centrale e venne vinta dagli ungheresi del Ferencváros, al suo secondo successo nella competizione. Capocannoniere con 12 gol fu György Sárosi del Ferencváros.
Fu l'edizione di maggior successo di tutta la storia della manifestazione, quella in cui si accarezzò più da vicino il sogno di un campionato d'Europa. Al torneo parteciparono ben sette nazioni: Austria, Cecoslovacchia, Ungheria, Italia, Svizzera, la rientrante Jugoslavia e la debuttante Romania. Ogni Federazione schierò il proprio campione in carica; in più gli svizzeri goderono di un secondo posto, mentre le tre nazioni storiche beneficiavano di una terza presenza, che austriaci e italiani identificavano nei vincitori della Coppa d'Austria e della Coppa Italia.

## Partecipanti
| Nazione                   | Squadra                                      | Campionato | Note                                                                                                |
| ------------------------- | -------------------------------------------- | --- | --------------------------------------------------------------------------------------------------- |
| Austria (bandiera)        | SK Admira First Vienna FK Austria            | Campione d'Austria 1936-37 Vincitrice Coppa d'Austria 1936-37 Vicecampione d'Austria 1936-37                      | 3º campionato d'Austria 1936-37 Vincitrice Coppa dell'Europa Centrale 1936                          |
| Cecoslovacchia (bandiera) | SK Slavia Praha AC Sparta Praha SK Prostejov | Campione di Cecoslovacchia 1936-37 Vicecampione di Cecoslovacchia 1936-37 3º campionato di Cecoslovacchia 1936-37 | |
| Ungheria (bandiera)       | Hungária MTK Ferencváros Újpesti FC          | Campione d'Ungheria 1936-37 Vicecampione d'Ungheria 1936-37 3º campionato d'Ungheria 1936-37                      | |
| Italia (bandiera)         | AGC Bologna Genoa FBC 1893 SS Lazio          | Campione d'Italia 1936-37 Vincitrice Coppa Italia 1936-37 Vicecampione d'Italia 1936-37                           | Vincitrice Torneo Internazionale dell'Expo Universale di Parigi 1937 6º campionato d'Italia 1936-37 |
| Svizzera (bandiera)       | Grasshopper Club FC Young Fellows            | Campione di Svizzera 1936-37 3º campionato di Svizzera 1936-37                                                    | Vincitrice Coppa di Svizzera 1936-37                                                                |
| Jugoslavia (bandiera)     | Gradjanski HSK Zagreb                        | Campione di Jugoslavia 1936-37                                                                                    | |
| Romania (bandiera)        | ASC Venus București                          | Campione di Romania 1936-37                                                                                       | |

## Torneo

### Ottavi di finale
| Squadra 1           | Totale | Squadra 2             | Andata | Ritorno |
| ------------------- | ------ | --------------------- | ------ | ------- |
| SK Slavia Praha     | 3 - 5  | Ferencvárosi FC       | 2 - 2  | 1 - 3   |
| First Vienna FC     | 2 - 2  | FC Young Fellows      | 2 - 1  | 0 - 1   |
| AGC Bologna         | 2 - 7  | FK Austria            | 1 - 2  | 1 - 5   |
| ASC Venus București | 5 - 10 | Újpesti FC            | 4 - 6  | 1 - 4   |
| SK Admira           | 3 - 3  | AC Sparta Praha       | 1 - 1  | 2 - 2   |
| Genova 1893 FBC     | 6 - 1  | Gradjanski HSK Zagreb | 3 - 1  | 3 - 0   |
| Hungária FC         | 3 - 4  | SS Lazio              | 1 - 1  | 2 - 3   |
| Grasshopper Club    | 6 - 5  | SK Prostejov          | 4 - 3  | 2 - 2   |

#### Andata
| Arbitro: | Mihály Iváncsics |

|                                           |           |                      |
| Arcari 4’ Agosteo 30’ (rig.) Servetti 47’ | Marcatori | 68’ (rig.) Kokotovic |

| Arbitro: | Hans Frankenstein |

|                                             |           |                           |
| Rupf 20’, 33’ Minelli 51’ (rig.) Bickel 78’ | Marcatori | 47’ Kuchta 55’, 59’ Melka |

| Arbitro: | Pal von Hertzka |

|               |           |                         |
| Reguzzoni 35’ | Marcatori | 66’ Neumer 80’ Sindelar |

| Arbitro: | Giuseppe Scarpi |

|                          |           |                      |
| Sobotka 20’ Vytlacil 89’ | Marcatori | 31’ Sárosi 65’ Toldi |

| Arbitro: | Jaroslav Vlcek |

|                          |           |              |
| Gschweidl 36’ Molzer 76’ | Marcatori | 18’ Lienhard |

| Arbitro: | Bruno Pfützner |

|                                           |           |                                                         |
| Choumis 25’, 71’ Ploesteanu 47’ Gruin 55’ | Marcatori | 15’ Tóth 27’, 90’ Kállai 60’, 81’ Zsengellér 72’ Kocsis |

| Arbitro: | Rinaldo Barlassina |

|             |           |             |
| Stoiber 55’ | Marcatori | 72’ Senecky |

| Arbitro: | Augustin Krist |

|          |           |           |
| Cseh 68’ | Marcatori | 59’ Piola |

#### Ritorno
| Arbitro: | Mihajlo Popovic |

|                     |           |                         |
| Kuchta 8’ Drozd 70’ | Marcatori | 24’ Rupf 55’ Artimovicz |

| Arbitro: | Alois Beranek |

|  |           |                                              |
|  | Marcatori | 6’ Marchionneschi 12’ Servetti 43’ Fasanelli |

| Arbitro: | Francesco Mattea |

|                                           |           |             |
| Zsengellér 29’, 84’ Vincze 43’ Kállai 51’ | Marcatori | 63’ Choumis |

| Arbitro: | Gabor Boronkay |

|                      |           |                        |
| Senecky 8’ Zeman 19’ | Marcatori | 11’ Hahnemann 14’ Vogl |

| Arbitro: | Adolf Miesz |

|                           |           |         |
| Toldi 32’, 65’ Sárosi 56’ | Marcatori | 89’ Puc |

| Arbitro: | Hans Wüthrich |

|                         |           |               |
| Piola 1’, 39’ Costa 49’ | Marcatori | 58’, 70’ Cseh |

| Arbitro: | Raffaele Scorzoni |

|          |           |  |
| Páli 23’ | Marcatori |  |

| Arbitro: | Bohumil Ženišek |

|                                                |           |              |
| Sindelar 3’ Nausch 18’, 69’, 79’ Jerusalem 86’ | Marcatori | 90’ Schiavio |

#### Spareggio
| Arbitro: | Raffaele Scorzoni |

|  |           |                           |
|  | Marcatori | 50’ Fischer 83’ Gschweidl |

| Arbitro: | Rinaldo Barlassina |

|  |           |                        |
|  | Marcatori | 50’ Vogl 74’ Schilling |

### Quarti di finale
| Squadra 1       | Totale | Squadra 2        | Andata | Ritorno |
| --------------- | ------ | ---------------- | ------ | ------- |
| Ferencvárosi FC | 2 - 2  | First Vienna FC  | 2 - 1  | 0 - 1   |
| FK Austria      | 7 - 5  | Újpesti FC       | 5 - 4  | 2 - 1   |
| SS Lazio        | 8 - 4  | Grasshopper Club | 6 - 1  | 2 - 3   |
| SK Admira       | -      | Genova 1893 FBC  | 2 - 2  | -       |

#### Andata
| Arbitro: | Adolf Miesz |

|                                                  |           |            |
| Busani 14’, 47’ Marchini 30’ Piola 35’, 77’, 83’ | Marcatori | 5’ Fauguel |

| Arbitro: | Mihály Iváncsics |

|                                 |           |                                 |
| Schilling 51’ Schall 86’ (rig.) | Marcatori | 54’ Marchionneschi 73’ Servetti |

| Arbitro: | Bruno Pfützner |

|                                                   |           |                                     |
| Neumer 18’ Sindelar 57’ Nausch 62’, 79’ Sesta 67’ | Marcatori | 16’, 41’ Kocsis 72’, 75’ Zsengellér |

| Arbitro: | Giuseppe Scarpi |

|                      |           |           |
| Sárosi 14’ Toldi 24’ | Marcatori | 9’ Pollak |

#### Ritorno
| Arbitro: | Pal von Hertzka |

|                             |           |                        |
| Krismer 35’ Bickel 39’, 79’ | Marcatori | 23’ Marchini 52’ Piola |

| Arbitro: | Rinaldo Barlassina |

|                   |           |                            |
| Kocsis 73’ (rig.) | Marcatori | 42’ Sindelar 59’ Jerusalem |

| Arbitro: | Ján Bízik |

|                   |           |  |
| Pollak 50’ (rig.) | Marcatori |  |

#### Spareggio
| Arbitro: | Rinaldo Barlassina |

|                            |           |            |
| Machu 24’ (aut.) Toldi 40’ | Marcatori | 57’ Kaller |

### Semifinali
| Squadra 1  | Totale | Squadra 2       | Andata | Ritorno |
| ---------- | ------ | --------------- | ------ | ------- |
| FK Austria | 5 - 7  | Ferencvárosi FC | 4 - 1  | 1 - 6   |
| SS Lazio   | -      | -               | -      | -       |

#### Andata
| Arbitro: | Hans Wüthrich |

|                                           |           |            |
| Jerusalem 14’, 57’ Stroh 39’ Sindelar 62’ | Marcatori | 49’ Sárosi |

#### Ritorno
| Arbitro: | Generoso Dattilo |

|                                                   |           |              |
| Kemény 7’, 59’ Sárosi 23’, 77’ Kiss 57’ Toldi 85’ | Marcatori | 43’ Sindelar |

### Finale
Gare giocate il 12 settembre e 24 ottobre
| Squadra 1       | Totale | Squadra 2 | Andata | Ritorno |
| --------------- | ------ | --------- | ------ | ------- |
| Ferencvárosi FC | 9 - 6  | SS Lazio  | 4 - 2  | 5 - 4   |

#### Andata
| Arbitro: | Krist |

|                                            |           |                      |
| Toldi 20’ Sárosi 53’ 59’ (rig.) 72’ (rig.) | Marcatori | 26’ Busani 63’ Piola |

| FERENCVAROSI FC: |  |                   |
|                  |  |                   |
| GK               |  | József Háda       |
| DF               |  | Sándor Tátrai     |
| DF               |  | Lajos Korányi     |
| MF               |  | Béla Magda        |
| MF               |  | Gyula Polgár      |
| MF               |  | Béla Székely      |
| FW               |  | Mihai Tänzer      |
| FW               |  | Gyula Kiss        |
| FW               |  | György Sárosi (c) |
| FW               |  | Géza Toldi        |
| FW               |  | Tibor Kemény      |
| Allenatore:      |  |                   |
| Emil Rauchmaul   |  |                   |

| SS LAZIO:    |  |                   |
|              |  |                   |
| GK           |  | Giacomo Blason    |
| DF           |  | Benedicto Zacconi |
| DF           |  | Alfredo Monza     |
| MF           |  | Giuseppe Baldo    |
| MF           |  | Giuseppe Viani    |
| MF           |  | Luigi Milano      |
| FW           |  | Umberto Busani    |
| FW           |  | Libero Marchini   |
| FW           |  | Silvio Piola (c)  |
| FW           |  | Bruno Camolese    |
| FW           |  | Giovanni Costa    |
| Allenatore:  |  |                   |
| József Viola |  |                   |

#### Ritorno
| Arbitro: | Wüthrich |

|                                     |           |                                             |
| Costa 4’ Piola 18’ 23’ Camolese 35’ | Marcatori | 5’ (rig.) 8’ 80’ Sárosi 37’ Toldi 71’ Lázár |

| SS LAZIO:    |  |                   |
|              |  |                   |
| GK           |  | Vincenzo Provera  |
| DF           |  | Benedicto Zacconi |
| DF           |  | Alfredo Monza     |
| MF           |  | Giuseppe Baldo    |
| MF           |  | Giuseppe Viani    |
| MF           |  | Luigi Milano      |
| FW           |  | Umberto Busani    |
| FW           |  | Libero Marchini   |
| FW           |  | Silvio Piola (c)  |
| FW           |  | Bruno Camolese    |
| FW           |  | Giovanni Costa    |
| Allenatore:  |  |                   |
| József Viola |  |                   |

| FERENCVAROSI FC: |  |                   |
|                  |  |                   |
| GK               |  | József Háda       |
| DF               |  | Sándor Tátrai     |
| DF               |  | Lajos Korányi     |
| MF               |  | Béla Magda        |
| MF               |  | Gyula Polgár      |
| MF               |  | Gyula Lázár       |
| FW               |  | Mihai Tänzer      |
| FW               |  | Gyula Kiss        |
| FW               |  | György Sárosi (c) |
| FW               |  | Géza Toldi        |
| FW               |  | Tibor Kemény      |
| Allenatore:      |  |                   |
| Emil Rauchmaul   |  |                   |

## Classifica marcatori
|  | Gol | Marcatore         | Squadra         |
|  | --- | ----------------- | --------------- |
|  | 12  | György Sárosi     | Ferencvárosi FC |
|  | 10  | Silvio Piola      | SS Lazio        |
|  | 6   | Géza Toldi        | Ferencvárosi FC |
|  | 8   | Gyula Zsengellér  | Újpesti FC      |
|  | 6   | Matthias Sindelar | FK Austria      |
|  | 5   | Walter Nausch     | FK Austria      |
|  | 4   | Camillo Jerusalem | FK Austria      |